# Луговское сельское поселение (Калининградская область)
Луговское се́льское поселе́ние  — упразднённое в 2014 году муниципальное образование в составе Гурьевского района Калининградской области. Административным центром поселения является посёлок Луговое.

## География
Площадь поселения 7759 га. Население составляет 3488 человек.
На территории поселения расположены: железнодорожная станция Луговое-Новое.

## История
27 мая 1959 года был образован Луговский сельский Совет. С мая 1959 года по январь 1965 года Луговской сельский Совет входил в состав Багратионовского района, а с 12 января 1965 года Луговской сельский Совет был передан в Гурьевский район. 4 февраля 1992 года образована Луговская сельская администрация.
30 июня 2008 года в соответствии с законом Калининградской области № 254 образовано Луговское сельское поселение, в которое вошла территория Луговского сельского округа.
Законом Калининградской области от 29 мая 2013 года № 229, 1 января 2014 года все муниципальные образования Гурьевского муниципального района — Гурьевское городское поселение, Большеисаковское, Добринское, Кутузовское, Луговское, Низовское, Новомосковское и Храбровское сельские поселения — были преобразованы в Гурьевский городской округ.

## Население
| 2002 | 2010  | 2012  | 2013  |
| ---- | ----- | ----- | ----- |
| 3806 | ↗3843 | ↗3977 | ↗4105 |

## Состав сельского поселения
В состав сельского поселения входят 8 населённых пунктов
- Зеленополье (посёлок) — 283[6]
- Каменка (посёлок) — 17[6]
- Козловка (посёлок) — 113[6]
- Луговое (посёлок, административный центр) — 3319[8]
- Малое Луговое (посёлок) — 1084[6]
- Рощино (посёлок) — 189[6]
- Рыбное (посёлок) — 433[6]
- Сосновка (посёлок) — 8[6]

## Экономика
На территории поселения имеются залежи торфа.

## Транспорт
По территории поселения проходят автотрассы областного значения Калининград—Правдинск и Калининград—Гвардейск, а также железнодорожная линия Калининград—Чернышевское (литовская граница).

## Социальная сфера
В поселении имеется средняя школа, детский сад, Дом культуры, библиотека.

## Достопримечательности
- Братская могила советских воинов в Луговое (1945).
- Кирха (1735 года) в Зеленополье.